# جيمس روبرت ديكسون
جيمس روبرت ديكسون (بالإنجليزية: James Dickson)‏ هو دلال وشخصية أعمال وسياسي أسترالي، ولد في 30 نوفمبر 1832 في بليموث في المملكة المتحدة، وتوفي في 10 يناير 1901 في سيدني في أستراليا. حزبياً، نشط في Protectionist Party ‏.

## مناصب
- انتخب وزير مالية كوينزلاند [الإنجليزية]‏.
- انتخب عضو المجلس التشريعي ولاية كوينزلاند عن دائرة Electoral district of Bulimba [الإنجليزية]‏ (16 أبريل 1892 – 10 يناير 1901).
- انتخب وزير الدفاع [الإنجليزية]‏ (1901 – 10 يناير 1901).
- انتخب عضو المجلس التشريعي ولاية كوينزلاند عن دائرة Electoral district of Enoggera [الإنجليزية]‏ (28 نوفمبر 1873 – 12 مايو 1888).
- انتخب Premier of Queensland [الإنجليزية]‏ (1 أكتوبر 1898 – 1 ديسمبر 1899).